# Дерганц, Стане

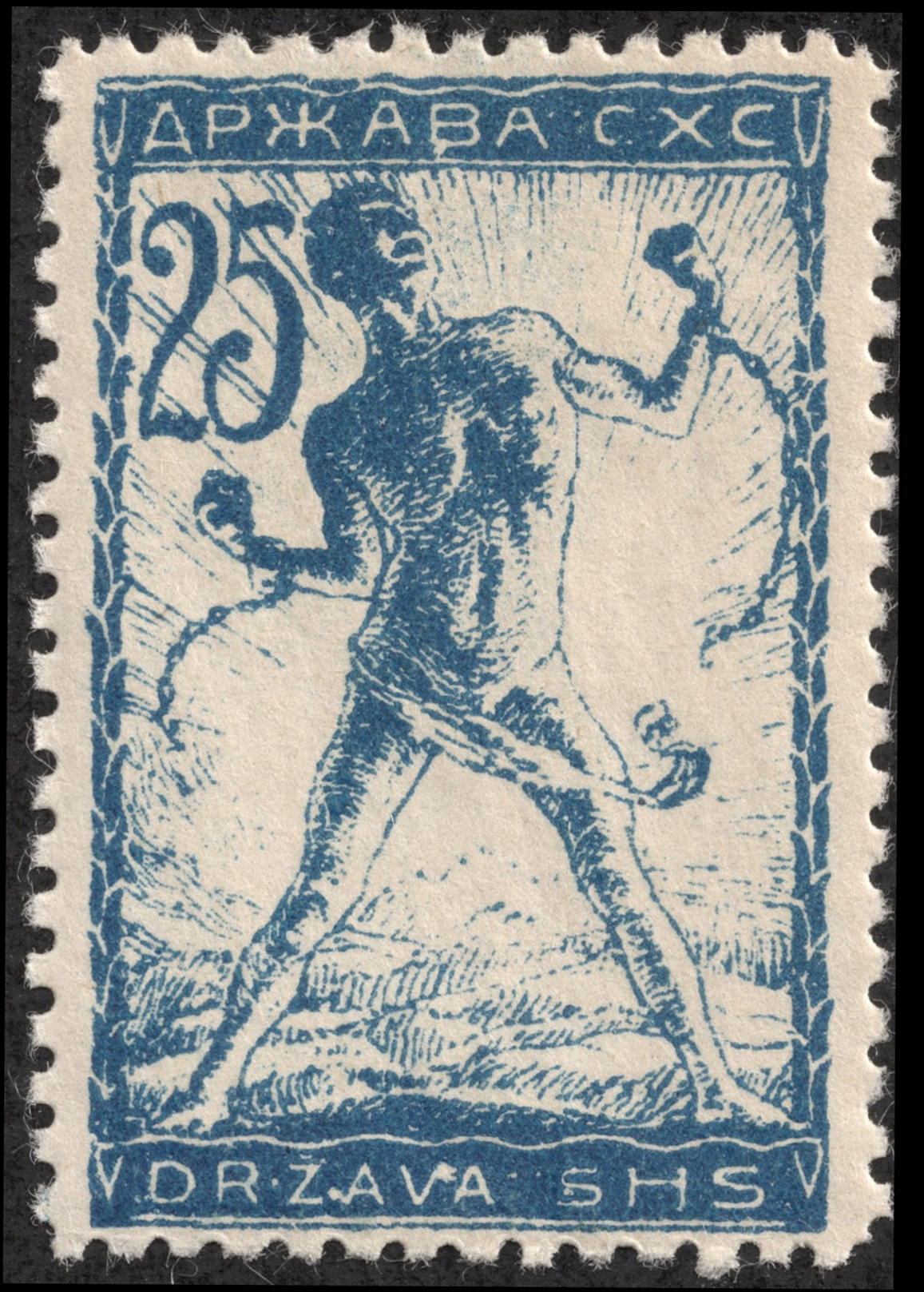
Почтовая марка «Веригар» (раб, разрывающий свои оковы), моделью для которой послужил Стане Дерганц (1919)

Стане «Ата» Дерганц (словен. Stane Derganc; 23 апреля 1893, Любляна — 9 августа 1981, Анкаран) — югославский гимнаст, призёр Олимпийских игр.

## Биография
Стане Дерганц родился в 1893 году в Любляне (Австро-Венгрия). В 1918 году он позировал художнику Ивану Вавпотичу, который нарисовал с него веригара — раба, сбрасывающего свои оковы, — для первой серии почтовых марок Государство словенцев, хорватов и сербов (ГСХС), будущей Югославии.
На чемпионате мира по гимнастике 1922 года он завоевал две серебряных медали и одну бронзовую. На Олимпийских играх 1924 года Стане Дерганц присутствовал и как участник, и как тренер сборной Королевства сербов, хорватов и словенцев, и его команда заняла 4-е место. В 1926 году он опять стал обладателем серебряной медали чемпионата мира, а на Олимпийских играх 1928 года завоевал две бронзовых медали.
Включён в Зал славы словенских спортсменов. В документальном фильме 1986 года Туго Штиглица Moj premalo slavni stric его роль сыграл племянник Бранко Миклавц.